# Planejamento urbano de Fortaleza

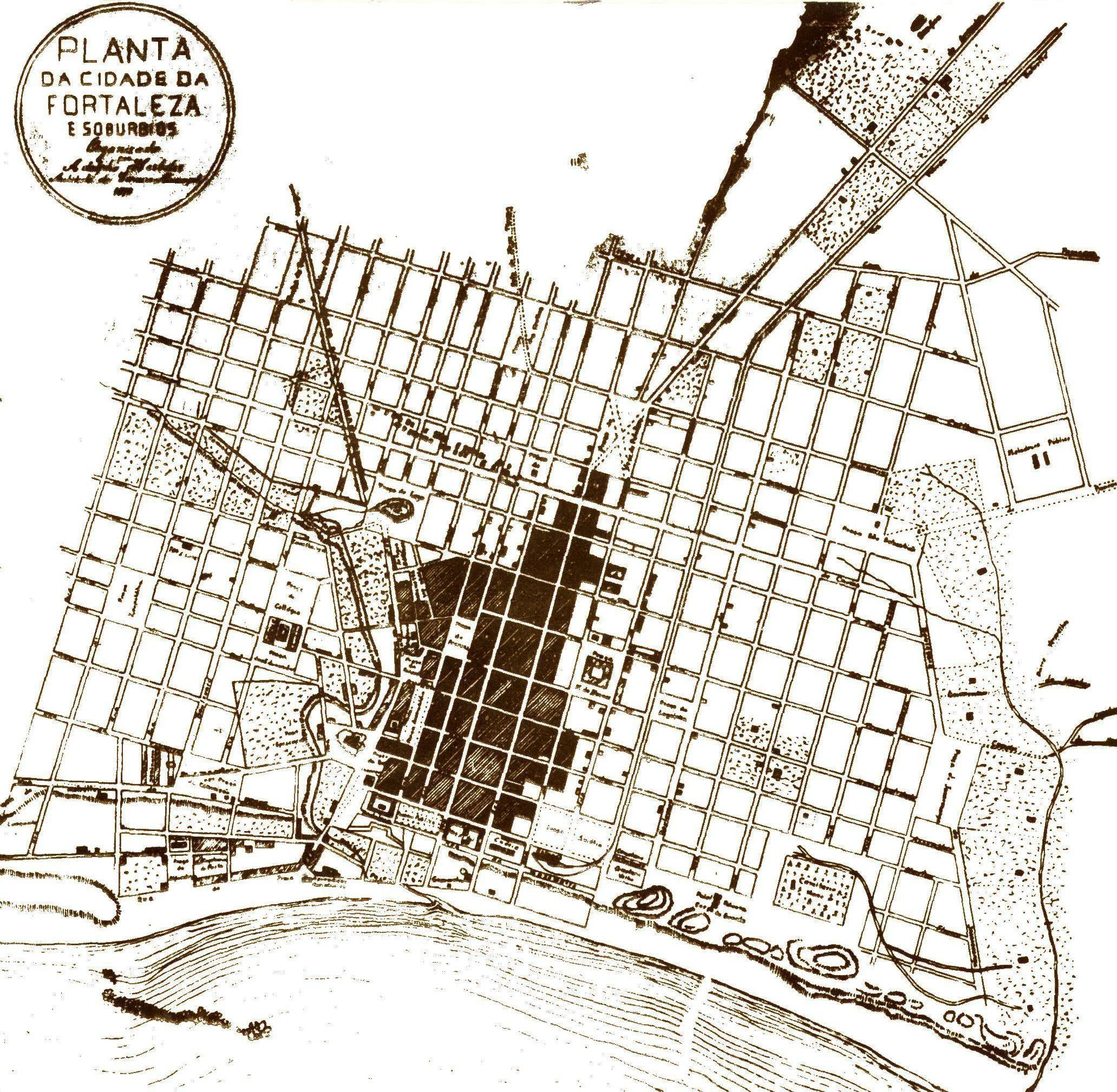
Uma das primeiras plantas do arquiteto Adolfo Herbster.

O início do planejamento urbano do município de Fortaleza, no Brasil, remonta à feitura da primeira planta do município, datada do ano de 1726, atribuída ao capitão-mor Manuel Francês. António José da Silva Paulet fez o primeiro desenho de configuração das ruas do centro histórico, em 1818, além de ter sido o responsável pela reforma da Fortaleza de Nossa Senhora da Assunção, iniciada em 1812 e concluída em 1821.
Em 1859, o arquiteto Adolfo Herbster fez a primeira planta detalhada e precisa de Fortaleza. Na planta de 1875, ele esboçou a continuação de ruas e avenidas para a expansão da cidade. Os bulevares circundantes do Centro, que hoje são as avenidas Duque de Caxias, Dom Manuel e Imperador, formavam a principal característica dessa planta. Herbster consolidou o plano de Paulet de organizar o traçado das ruas em xadrez, que continuou sendo a principal característica das expansões que se seguiram.
Durante todo o século XX, vários planos de desenvolvimento urbano foram propostos para a cidade, porém, não tiveram grande impacto em seu desenvolvimento de modo definitivo por conta do avanço da especulação imobiliária à frente das iniciativas do poder público. O primeiro deles foi o Plano de Remodelação e Extensão de Fortaleza, de 1933, do urbanista Nestor de Figueiredo, inspirado por Le Corbusier, durante o governo de Raimundo Girão. Suas principais propostas foram a implantação de um sistema radial concêntrico de vias principais e o zoneamento urbano tendo por base as diretrizes da Carta de Atenas. Sua proposta não foi aprovada pelo Conselho Municipal, levando à suspensão do seu contrato em 1935.

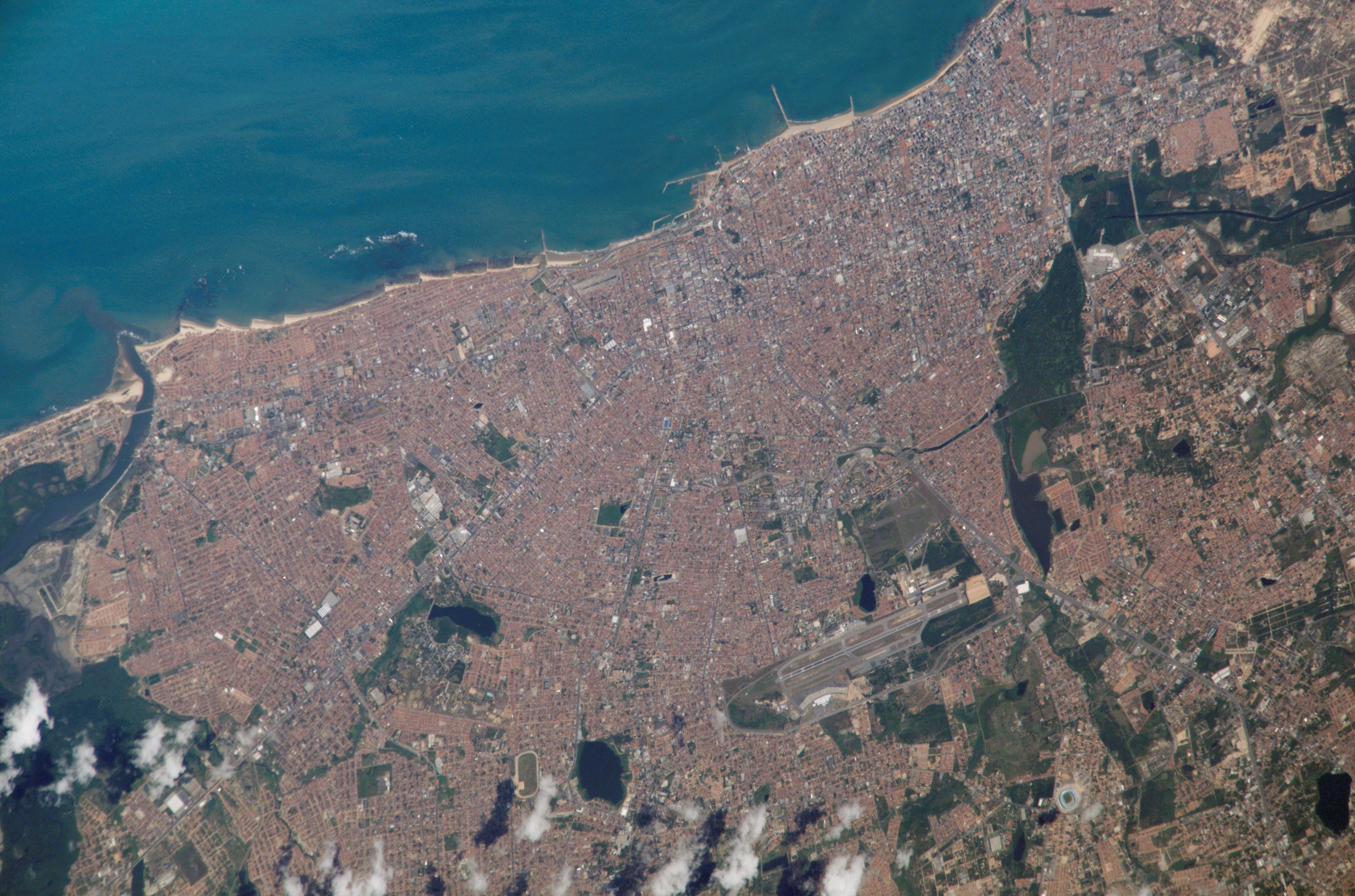
Região central da cidade, a partir de Imagem de satélite da NASA.

O plano seguinte foi elaborado por Saboia Ribeiro, entre 1947 e 1948, na administração de Acrísio Moreira da Rocha. O Plano Diretor para Remodelação e Expansão de Fortaleza de Saboia propunha a divisão da malha urbana em bairros demarcados por cintas de avenidas, implantação de parques urbanos e um sistema viário com avenidas radiais caracterizando a cidade como "radial-perimetral", a elaboração de código urbano, além de mudanças no traçado do sistema ferroviário, projetos específicos para alguns bairros e implantação de um centro cívico no entorno do riacho Pajeú.
Entre os anos de 1962 e 1963, o urbanista Hélio Modesto, contratado pela administração do prefeito Cordeiro Neto, elaborou o seu Plano Diretor de Fortaleza, mantendo as propostas anteriores de um sistema viário radial, com recuos dos prédios, soluções de cruzamentos, uso e ocupação específica para o centro com a implantação de terminais de transporte, implantação de polos por bairro concentrando atividades comerciais, serviços, institucionais e de recreação, uso e ocupação específicos para bairros industriais e a regulamentação do parcelamento do solo.
Entre os anos de 1969 e 1971, o Plano de Desenvolvimento Integrado da Região Metropolitana de Fortaleza (PLANDIRF) foi elaborado no governo do prefeito José Walter, e sua principal característica foi o desenvolvimento integrado de Fortaleza em conjunto com as cidades vizinhas, mesmo antes da implantação das regiões metropolitanas no Brasil. O projeto previa a integração da gestão urbana em seus múltiplos aspectos, zoneamento com a introdução do conceito de corredor de atividades e um programa de obras viárias com um horizonte máximo para o ano de 1990.

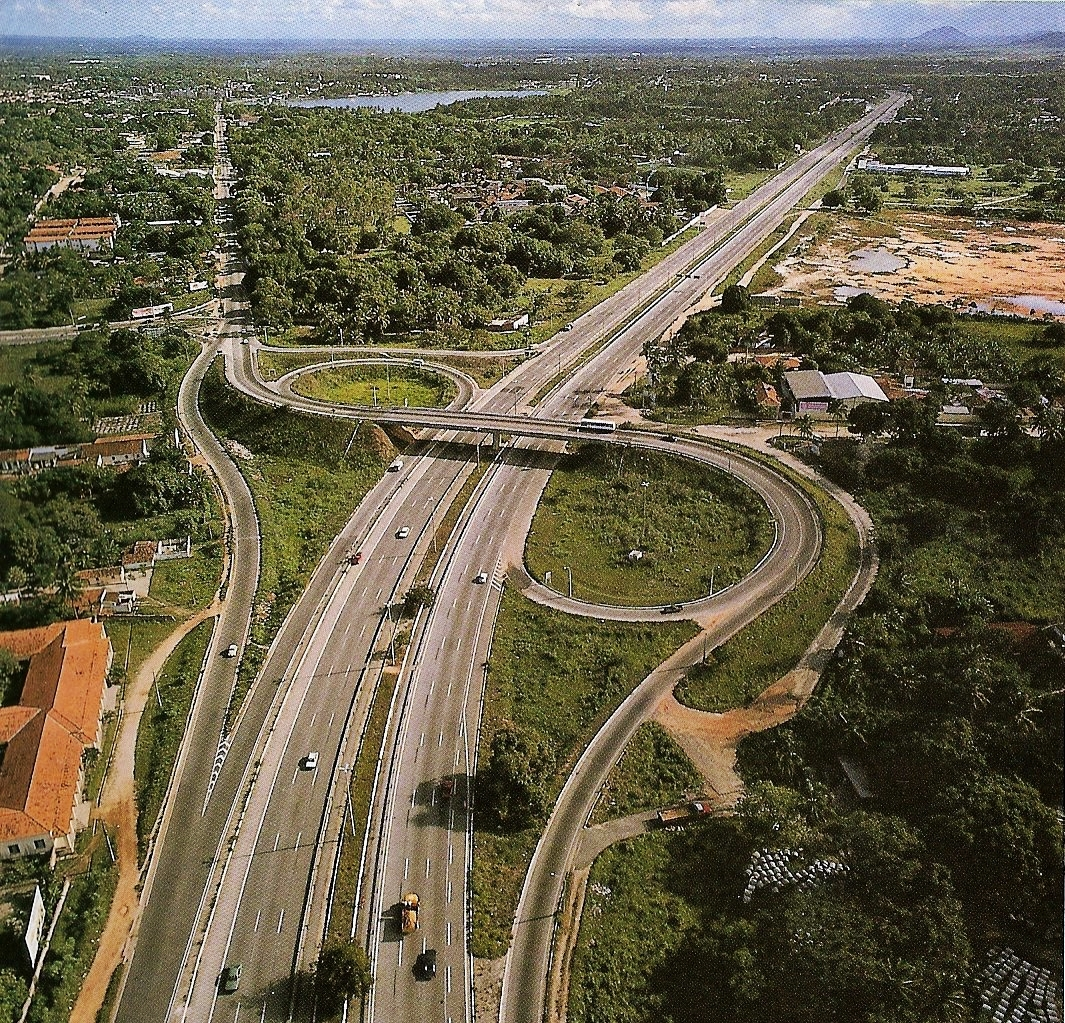
A BR-116, principal e maior rodovia pavimentada brasileira, inicia-se na cidade de Fortaleza.

Em 1975, o Plano Diretor Físico foi elaborado pela Coordenadoria de Desenvolvimento Urbano de Fortaleza, com base no PLANDIRF e em um levantamento aerofotogramétrico de 1972 no governo do prefeito Vicente Fialho. O plano criava quatro zonas residenciais diferenciadas, zonas de adensamento comercial e residencial, zonas industriais, zona especial de praia, zonas especiais de preservação paisagística e turística, áreas de uso institucional, áreas de renovação urbana e um plano viário hierarquizado classificando as vias como expressas, arteriais, coletoras e locais.
Já no final do século XX, em 1992, no governo de Juraci Magalhães, foi lançado o Plano Diretor de Desenvolvimento Urbano de Fortaleza - PDDU-FOR. Seu planejamento gerou metas para 20 anos, com a remodelação do trânsito e novas vias, ordenamento urbano e áreas para lazer. Durante a gestão de Luizianne Lins, ocorreu uma revisão do Plano Diretor, a qual contemplava a participação da sociedade e da Câmara de Vereadores. Em 2007, foi elaborado um plano diretor de geoprocessamento da prefeitura municipal, visando definir as plataformas tecnológicas necessárias para a implantação do Cadastro Técnico Multifinalitário, com base num projeto de geoprocessamento corporativo. Em 2013, foram realizados os estudos para elaboração do Plano Diretor Cicloviário Integrado de Fortaleza, realizados por consórcio sob a supervisão da Secretaria Municipal de Infraestrutura